# آنری هنس
آنری هنس (انگلیسی: Henri Hens؛ ۶ دسامبر ۱۸۸۹ – ۲۰ فوریه ۱۹۶۳) دوچرخه‌سوار اهل بلژیک بود.
وی در مسابقات کشوری و بین‌المللی در مجموع برندهٔ ۱ مدال نقره شده‌است.